# كسوف الشمس 21 أبريل 2088
سيحدث كسوف كلي للشمس في 21 أبريل 2088. يحدث كسوف الشمس عندما يمر القمر بين الأرض والشمس، وبالتالي يحجب صورة الشمس كليًا أو جزئيًا عن مشاهد على الأرض. يحدث الكسوف الكلي للشمس عندما يكون القطر الظاهري للقمر أكبر من قطر الشمس، مما يحجب كل ضوء الشمس المباشر، ويحول النهار إلى ظلام. تحدث الكلية في مسار ضيق عبر سطح الأرض، مع كسوف جزئي للشمس مرئي فوق المنطقة المحيطة بعرض آلاف الكيلومترات.

## الخسوفات ذات الصلة

### كسوف الشمس 2087-2090
هذا الكسوف هو جزء من سلسلة نصف سنوية. يتكرر الكسوف في سلسلة فصلية لكسوف الشمسي كل 177 يومًا تقريبًا و4 ساعات (فصل) في العقد المتناوبة من مدار القمر.
| 120 | كسوف الشمس 2 مايو 2087 جزئي   | 125 | October 26, 2087 [الإنجليزية] جزئي    |
| 130 | كسوف الشمس 21 أبريل 2088 كلي  | 135 | October 14, 2088 [الإنجليزية] حلقي    |
| 140 | كسوف الشمس 10 أبريل 2089 حلقي | 145 | October 4, 2089 [الإنجليزية] كلي      |
| 150 | كسوف الشمس 31 مارس 2090 جزئي  | 155 | September 23, 2090 [الإنجليزية] Total |

### ساروس-130
هذا الكسوف جزء من دورة ساروس 130، يتكرر كل 18 سنة و11 يومًا، ويحتوي على 73 حدثًا. بدأت السلسلة بكسوف جزئي للشمس في 20 أغسطس 1096. وهي تتضمن كسوفاً كلياً في الفترة من 5 أبريل 1475 حتى 18 يوليو 2232. لا يوجد خسوف حلقي في السلسلة. تنتهي السلسلة عند العضو 73 ككسوف جزئي في 25 أكتوبر 2394. كانت أطول مدة للمجموعة الكلية 6 دقائق و41 ثانية في 11 يوليو 1619. كل الكسوف في هذه السلسلة يحدث عند العقدة الهابطة للقمر.
| أعضاء السلسلة 43-56 بين 1853 و2300 | أعضاء السلسلة 43-56 بين 1853 و2300 | أعضاء السلسلة 43-56 بين 1853 و2300 |
| 43                                 | 44                                 | 45                                 |
| ---------------------------------- | ---------------------------------- | ---------------------------------- |
| November 30, 1853 [الإنجليزية]     | December 12, 1871 [الإنجليزية]     | December 22, 1889 [الإنجليزية]     |
| 46                                 | 47                                 | 48                                 |
| January 3, 1908 [الإنجليزية]       | January 14, 1926 [الإنجليزية]      | January 25, 1944 [الإنجليزية]      |
| 49                                 | 50                                 | 51                                 |
| February 5, 1962 [الإنجليزية]      | February 16, 1980 [الإنجليزية]     | February 26, 1998 [الإنجليزية]     |
| 52                                 | 53                                 | 54                                 |
| كسوف الشمس 9 مارس 2016             | كسوف الشمس 20 مارس 2034            | كسوف الشمس 30 مارس 2052            |
| 55                                 | 56                                 | 57                                 |
| April 11, 2070 [الإنجليزية]        | كسوف الشمس 21 أبريل 2088           | May 3, 2106                        |
| 58                                 | 59                                 | 60                                 |
| May 14, 2124                       | May 25, 2142                       | June 4, 2160                       |
| 61                                 | 62                                 | 63                                 |
| June 16, 2178                      | June 26, 2196                      | July 8, 2214                       |
| 64                                 | 65                                 | 66                                 |
| July 18, 2232                      | July 30, 2250                      | August 9, 2268                     |
| 67                                 |                                    |                                    |
| August 20, 2286                    |                                    |                                    |

## وصلات خارجية
- خرائط جوجل
- ناسا